# Auramine O
Auramine O (còn gọi là Vàng O, vàng ô) là một loại thuốc nhuộm diarylmetan được dùng để nhuộm huỳnh quang trong sinh học. Ở dạng tinh khiết, tinh thể Auramine O có hình kim màu vàng. Nó rất dễ tan trong nước và có thể tan trong ethanol.
Auramine O có thể được dùng để nhuộm các loại vi khuẩn kháng toan (vd. Mycobacterium, trong đó nó kết hợp với axit mycolic ở vỏ tế bào) tương tự như kỹ thuật nhuộm Ziehl-Neelsen. Nó cũng được dùng như một dạng huỳnh quang của thuốc thử Schiff.
Auramine O có thể được dùng kèm với Rhodamine B để tạo thành thuốc nhuộm auramine-rhodamine (AR) cho vi khuẩn lao. Nó cũng được dùng như một chất khử trùng.

## Điều chế
Auramine O được điều chế thông qua dimethylanilin và phosgene :
C6H5N(CH3)2 + COCl2 -> [C6H4N(CH3)2]CO+ 2HCl
Sau đó, xử lý [C6H4N(CH3)2]CO bằng ammonia, thu được amine:
[C6H4N(CH3)2]CO + NH3 -> [C6H4N(CH3)2]C=NH + H2O
Hỗn hợp [C6H4N(CH3)2]C=NH, HCl, H2O được đun để làm nước bốc hơi. Cuối cùng, hỗn hợp còn lại có màu vàng gọi là Auramine O.

## An toàn và sức khỏe
Ở Việt Nam, việc sử dụng Vàng O trong thực phẩm có thể bị truy cứu hình sự.